# Paleis Csáky-Dezőfi
Het paleis Csáky-Dezőfi (Slowaaks: "Čákiho-Dezőfiho palác") is een monumentaal gebouw in classicistische stijl, gelegen in de Slowaakse stad Košice. Het bevindt zich aan de Hlavna ulica 72 (vertaald: Hoofdstraat), aan de hoek met de Poštová ulica (vertaald: Poststraat).

## Geschiedenis
De constructie van het paleis werd aangevangen door graaf Antal Csáky (1747 - 1806), maar werd pas na diens dood afgerond, in 1807. Op het timpaan ziet men links een engelenfiguur die een basreliëf toont. Op dit reliëf is aan de linkerkant het familieblazoen afgebeeld. Aan de rechterkant ziet men het wapen van gravin Jozefa Szunyogha (1759 - 1816) (Csáky's echtgenote).
Vermits Košice destijds de hoofdplaats was van het voormalige Hongaarse comitaat Abaúj-Torna, woonde in de jaren 1840 de gouverneur van het comitaat in dit prestigieuze paleis. Nadien kwam het gebouw in handen van de adellijke familie Dessewffy die het behield tot 1920.
Als een van de belangrijkste paleizen van Košice, diende de residentie tot tijdelijk verblijf voor belangrijke gasten: zo bracht de Russische tsaar Alexander I hier in 1821 de nacht door. En tijdens de Hongaarse Revolutie (juni - augustus 1849) verbleef hier de Russische groothertog Constantijn.
In 1965 en 1966 werd het gebouw gerenoveerd voor de noden van de Oost-Slowaakse kunstgalerij (Slowaaks: "Východoslovenská galéria") die gesticht was in 1951 en hier bleef tot 1992.
Naderhand, vanaf 1993 tot 2007, was het Grondwettelijk Hof van de Slowaakse Republiek hier gevestigd.
Ten slotte renoveerde men het gebouw opnieuw en ditmaal richtte men het in, als boekhandel.

## Monument
In 1982 werd het paleis geklasseerd als cultureel monument en later als nationaal cultureel monument.

## Illustratie

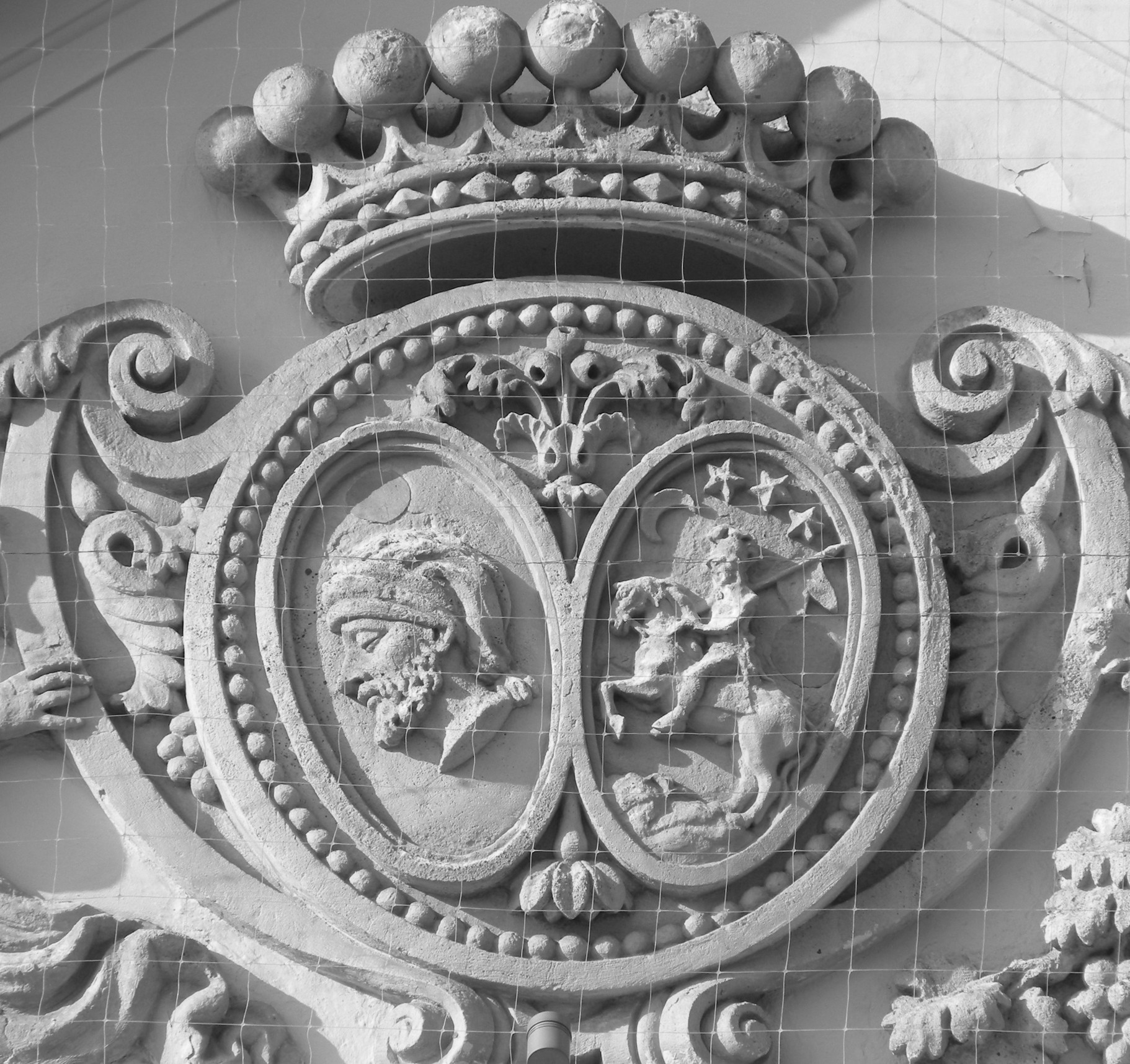
Timpaan (detail).
Links: blazoen van graaf Antal Csáky.
Rechts: het wapen van zijn echtgenote, gravin Jozefa Szunyogha.